# Медаль Дірака Міжнародного центру теоретичної фізики
Медаль Дірака Міжнародного центру теоретичної фізики (англ. Dirac Medal of the Abdus Salam International Centre for Theoretical Physics) — щорічна наукова нагорода, яку Міжнародний центр теоретичної фізики вручає з 1985 року на честь Поля Дірака у день його народження — 8 серпня. 
Переможця обирає зі списку номінантів комітет визначних учених. Номінантами можуть бути вчені,  що працюють в областях теоретичної фізики та математики. Медаль не можуть отримати лауреати Нобелівської премії, медалі Філдса та премії Вольфа, хоча деякі з нагороджених медаллю пізніше здобували ці відзнаки.
Нагороджені отримують також грошову премію розміром 5 тис. доларів США.

### Нагороджені
- 1985 Едвард Віттен, Яків Зельдович
- 1986 Олександр Поляков, Намбу Йоїтіро
- 1987 Бруно Дзуміно, Брайс Девітт
- 1988 Девід Гросс, Юхим Фрадкін
- 1989 Джон Шварц, Майкл Грін
- 1990 Людвіг Фаддеєв, Сідні Коулман
- 1991 Джеффрі Ґолдстоун, Стенлі Мандельштам
- 1992 Микола Боголюбов, Яків Синай
- 1993 Деніел Фрідман, Петер ван Ньювенгойзен, Серхіо Феррара
- 1994 Френк Вільчек
- 1995 Майкл Беррі
- 1996 Мартінус Велтман, Тулліо Редже
- 1997 Девід Олів, Пітер Годдард
- 1998 Роман Яцків, Стівен Адлер
- 1999 Джорджо Парізі
- 2000 Гелен Квінн, Говард Джорджі, Джогеш Паті
- 2001 Джон Гопфілд
- 2002 Алан Гут, Андрій Лінде, Пол Штайнгардт
- 2003 Роберт Крайхнан, Володимир Захаров
- 2004 Кертіс Каллан, Джеймс Бйоркен
- 2005 Патрік Лі, Семюел Фредерік Едвардс
- 2006 Петер Цоллер
- 2007 Йоанніс Іліопулос, Лучано Маяні
- 2008 Джозеф Полчинскі, Хуан Малдасена, Камран Вафа
- 2009 Роберто Кар, Мікеле Паррінело
- 2010 Нікола Кабіббо, Джордж Сударшан
- 2011 Едуард Брезен, Джон Карді, Олександр Замолодчиков
- 2012 Данкан Галдейн, Чарлз Кейн, Шучен Чжан
- 2013 Том Кіббл, Джеймс Піблз, Мартін Ріс[1]
- 2014 Ашоке Сен, Ендрю Стромінджер, Ґабріеле Венеціано[1]
- 2015 Олексій Китаєв, Грег Мур, Ніколас Рід[1]
- 2016 Натан Зайберг, Михайло Шифман, Аркадій Вайнштейн
- 2017 Чарльз Беннетт, Девід Дойч, Пітер Шор[2]
- 2018: Субір Сачдев, Дам Тан Сон, Сяоган Вень
- 2019: Вячеслав Муханов, Олексій Старобінський, Рашид Сюняєв
- 2020: Андре Неве[en], П'єр Рамон[en], Мігель Анхель Вірасоро[en]
- 2021: Алессандра Буонанно, Тібо Дамур[en], Франс Преторіус[en], Саул Текольський
- 2022: Джоел Лебовіц, Елліот Ліб, Давід Рюель[en]
- 2023: Джеффрі Гарві[en], Ігор Клєбанов[en], Стівен Шенкер[en], Леонард Сасскінд